# Meat urinar
Meat urinar sau meat uretral (lat. ostium urethrae externum) reprezintă o proeminență a orificiului uretral extern, este deschidere externă a uretrei, prin care urina este eliminată din corp în timpul micțiunii.

## Bărbat
Orificiul uretral extern masculin este localizat în mod normal în vârful glandului penisului, la joncțiunea sa cu delta frenulară. Meatul urinar arată ca o fantă verticală, posibil delimitată pe ambele părți de două mici ridicături, cute tegumentare, și continuă longitudinal de-a lungul glandului, direcționând eliminarea urinei. În unele cazuri, deschiderea poate fi mai rotunjită. Aceasta poate apărea în mod natural sau ca un efect secundar al îndepărtării excesive a pielii în timpul circumciziei.

## Femeie
La femei, meatul urinar este situat în vestibulul vulvar, la aproximativ 2,5 cm posterior față de clitorisului și înaintea orificiului vaginal. Între meat și vagin se află tuberculul vaginal - dilatare a coloanei pe peretele anterior (columna
rugarum anterior) al canalului vaginal. La stânga și la dreapta față de meatul urinar se deschid canalele glandelor vestibulare mici.
Există unele dovezi care sugerează că distanța între orificiul vaginal și clitoris, influențează declanșarea orgasmului. Cu cât distanța între orificiul vaginal, orificiul urinar și clitoris este mai mică, cu atât atingerea orgasmului este mai sigură.

## Malformații
- Hipospadias - malformație înnăscută, manifestată prin dezvoltarea incompletă a uretrei anterioare prezentă atât la băieți, cât și la fete.[6] La bărbatul afectat de hipospadias, uretra nu se deschide în vârful glandul penisului, dar în regiunea posterioară a glandului, pe fața ventrală a penisului în sau la mijlocul scrotului, de-a lungul rafeului.[7] La femei se manifestă de regulă prin infecția căilor urinare și micțiuni involuntare nocturne.[6].